# Советская улица (Екатеринбург)
Сове́тская у́лица — магистральная улица в жилом районе «Пионерский» Кировского административного района Екатеринбурга.

## Расположение и благоустройство
Советская улица идёт с юго-запада на северо-восток, начинаясь от примыкания к улице Солнечной и заканчиваясь на перекрёстке улиц Сулимова и Боровой. Участок улицы между улицами Сулимова и Вилонова был застроен в конце 1980-х годов. Современная улица пересекается с Уральской улицей и Парковым переулком. На улицу справа выходят улицы Тобольская, Омская и Алексея Толстого, слева — Июльская. Протяжённость улицы составляет около 2200 метров. Ширина проезжей части — две полосы в каждую сторону.
На протяжении улицы имеется семь светофоров, два регулируемых пешеходных перехода, и один нерегулируемый пешеходный переход. С обеих сторон улица оборудована тротуарами.

## История
Возникновение улицы связано с началом застройки Нового посёлка (современный жилой район Пионерский). На плане Свердловска 1924 года улица уже обозначена как застроенная на участке между Солнечной и Флотской улицами. В 1927—1928 годах была спланирована часть улицы к востоку от Флотской улицы (вплоть до Ирбитской улицы), а в 1929 году уже велась её застройка. К середине 1930-х годов улица была застроена частными жилыми домами вплоть до пересечения с 2-й Лесной улицей (сейчас Парковый переулок). На немецком плане Свердловска 1942 года показана застройка вплоть до Ирбитской улицы. С начала 1960-х годов началась застройка улицы многоэтажными домами типовых серий. В результате неравномерного сноса частного сектора и застроек со временем улица поменяла трассировку значительно правее, полностью заменив начало улицы Милицейская, которая к тому моменту стала исчезать, и повернула налево, где за перекрёстком с Уральской встретилась сама с собой же. В результате чего в самом начале Советской от Солнечной до застроенной части улицы Тобольская (Строителей) довольно необычная комбинация адресов, в каком-то смысле там две Советских — историческая и современная, обе имеют чётную и нечётную нумерацию. В 1980-х годах участок улицы между улицей Гражданской войны и улицей Сулимова также поменял трассировку (сдвинут к югу и спрямлён), а старая трассировка застроена многоэтажными жилыми домами.
В 2007 году в начале улицы был построен мост через Транссибирскую железнодорожную магистраль, соединивший Советскую с улицей Шевченко. В том же году по этим улицам и мосту пущен троллейбус (маршрут 4).
В последние годы в начале улицы перед этим мостом появилась скульптурная группа, посвящённая героям мультсериала «Ну погоди!».

## Здания и сооружения
Внимание! Этот раздел содержит информацию по состоянию на май 2012 года
По нечётной стороне:
- № 1 магазин «Монетка»;
- № 1а — двухэтажный 16-квартирный кирпичный жилой дом постройки 1962 года;
- № 1б — двухэтажное общежитие;
- № 3 — пятиэтажный 140-квартирный панельный жилой дом постройки 1974—1976 годов (разные секции);
- № 5 — девятиэтажный 54-квартирный кирпичный жилой дом постройки 1971 года;
- № 7 к1 — пятиэтажный 90-квартирный панельный жилой дом постройки 1969 года;
- № 7/2 — пятиэтажный 70-квартирный панельный жилой дом постройки 1969 года;
- № 7 к3 — пятиэтажный 70-квартирный панельный жилой дом постройки 1969 года;
- № 7/4 — девятиэтажный 143-квартирный панельный жилой дом постройки 1979 года;
- № 7/5 — девятиэтажный 144-квартирный панельный жилой дом постройки 1981 года;
- № 9 — пятиэтажный 180-квартирный панельный жилой дом постройки 1969 года;
- № 11 — девятиэтажный 54-квартирный кирпичный жилой дом постройки 1970 года;
- № 13 к1 — пятиэтажный 90-квартирный панельный жилой дом постройки 1969 года;
- № 13/2 — пятиэтажный 70-квартирный панельный жилой дом постройки 1969 года;
- № 13/3 — пятиэтажный 60-квартирный панельный жилой дом постройки 1969 года;
- № 15 — пятиэтажный 180-квартирный панельный жилой дом постройки 1969 года;
- № 17 — девятиэтажный 54-квартирный кирпичный жилой дом постройки 1970 года;
- № 19/1 — пятиэтажный 78-квартирный панельный жилой дом постройки 1969 года;
- № 19/2 — пятиэтажный 70-квартирный панельный жилой дом постройки 1968 года;
- № 19/3 — пятиэтажный 60-квартирный панельный жилой дом постройки 1969 года;
- № 19а — детский сад № 501;
- № 21 — девятиэтажный 54-квартирный кирпичный жилой дом постройки 1970 года;
- № 23 — пятиэтажный 140-квартирный панельный жилой дом постройки 1969 года;
- № 25 — пятиэтажный 90-квартирный панельный жилой дом постройки 1970 года;
- № 39 — двенадцатиэтажный 129-квартирный панельный жилой дом постройки 1990 года;
- № 41 — девятиэтажный панельный жилой дом;
- № 41а — двухэтажное здание кафе «Круиз»;
- № 43 — девятиэтажный 394-квартирный панельный жилой дом постройки 1978—1980 годов (разные секции);
- № 45 — 17-этажный жилой дом постройки 2019 года;
- № 47г — трёхэтажный 22-квартирный шлакоблочный жилой дом постройки 1962 года;
- № 47д — трёхэтажный 24-квартирный шлакоблочный жилой дом постройки 1962 года;
- № 49 — девятиэтажный 144-квартирный панельный жилой дом постройки 1972 года;
- № 51 — девятиэтажный 214-квартирный панельный жилой дом постройки 1974 года;
- № 53 — пятиэтажный 70-квартирный панельный жилой дом постройки 1976 года;
- № 55 — девятиэтажный 144-квартирный панельный жилой дом постройки 1975 года.

По чётной стороне:
- № 2 — девятиэтажный 53-квартирный кирпичный жилой дом постройки 1976 года;
- № 2а — двухэтажный жилой дом постройки 1962 года;
- № 4 — девятиэтажный 53-квартирный кирпичный жилой дом постройки 1975 года;
- № 6 — девятиэтажный 53-квартирный кирпичный жилой дом постройки 1975 года;
- № 6а — продуктовый гипермаркет «Магнит Экстра»
- № 8 — девятиэтажный 53-квартирный кирпичный жилой дом постройки 1974 года;
- № 8а — детский сад № 550;
- № 10 — девятиэтажный 53-квартирный кирпичный жилой дом постройки 1974 года;
- № 10а — детский сад № 520;
- № 12 — пятиэтажный 80-квартирный кирпичный жилой дом постройки 1973 года;
- № 14 — шестиэтажный 80-квартирный панельный жилой дом постройки 1973 года;
- № 16 — шестиэтажный 100-квартирный блочно-панельный жилой дом постройки 1973 года;
- № 16а — здание, принадлежащее гимназии № 47;
- № 18 — пятиэтажный 80-квартирный панельный жилой дом постройки 1974 года;
- № 20 — пятиэтажный 100-квартирный блочно-панельный жилой дом постройки 1972 года;
- № 22/1 — пятиэтажный 80-квартирный панельный жилой дом постройки 1972 года;
- № 22/2 — девятиэтажный 338-квартирный кирпичный жилой дом постройки 1971—1972 годов (разные секции);
- № 24а — гимназия № 47;
- № 44 — 18-этажный монолитно-кирпичный жилой дом постройки 2011 года;
- № 46 — 14-этажный панельный жилой дом;
- № 52 — девятиэтажный 266-квартирный панельный жилой дом постройки 1985 года;
- № 54 — девятиэтажный 144-квартирный панельный жилой дом постройки 1985—1986 годов (разные секции);
- № 56 — девятиэтажный 268-квартирный панельный жилой дом постройки 1981, 1984 и 1985 годов (разные секции);
- № 58 — девятиэтажный 266-квартирный панельный жилой дом постройки 1984 года;
- № 62 — девятиэтажный 397-квартирный панельный жилой дом постройки 1987, 1988 и 1992 годов (разные секции);
- № 64 — 32-х этажный жилой дом постройки 2022 года;
- № 64/2 — 32-х этажный жилой дом постройки 2022 года.

## Транспорт

### Наземный общественный транспорт
- Остановка «Библиотека имени Крапивина»:

Троллейбус: № 34;
Автобус: № 81.

### Ближайшие станции метро
Действующих станций метро поблизости нет. В отдалённой перспективе в 400 метрах от пересечения с улицей Уральской планируется строительство станции  «Гагаринская», а в 500 метрах от конца улицы планируется строительство станции  «Комсомольская».